# Lex rhodia de jactu
La Lex rhodia de iactu (latino, alla lettera: "legge di Rodi in merito alle merci gettate dalla nave") è un antico regolamento sulla navigazione mediterranea.
Gli storici dibattono tuttora sulla legge: è difatti profondamente difficile determinarne la natura, e ci si chiede se in effetti questa costituisse un apparato di disposizioni contenenti norme precise, oppure se la denominazione raccogliesse in fondo solo una serie di norme consuetudinarie, ma mai un effettivo atto normativo rodiano.

## Storia
Nel Mediterraneo gli usi più antichi prevedevano un ius naufragii che permetteva agli abitanti delle coste di impadronirsi sia dei relitti in mare sia delle imbarcazioni (e quindi anche del loro contenuto) che sbarcavano per evitare un rovinoso affondamento quando le condizioni climatiche si facevano impervie.
A mitigare queste primitive consuetudini intervenivano solo ed esclusivamente dei trattati fra le varie comunità che si impegnavano ad un rispetto reciproco delle imbarcazioni approdate fortuitamente nelle coste straniere.
Nella tradizione giuridica ellenistica, alla Lex Rhodia si attribuisce il merito di aver interrotto quest'andazzo permettendo una libertà ben maggiore nei movimenti marittimi, affermando il principio che non si debba gravare con dazi doganali su quelle imbarcazioni già provate da tempeste e intemperie, che per necessità trovavano riparo nei lidi più vicini.
Ciò che non è chiaro, tutt'oggi, è se in effetti la Lex Rhodia avesse una portata così generale e se piuttosto è di matrice romana l'espansione dell'ambito applicativo della Lex.
Certo è che nel Digesto si fa riferimento alla Lex Rhodia (in epoca giustinianea il libro XIV, 2 ha appunto il titolo de lege rhodia de iactu), come qualcosa riguardante l'abbandono di merci in mare in caso di necessità, tant'è che la denominazione pervenutaci include la locuzione de iactu, e in secondo luogo ai criteri attraverso i quali dividere le spese di riparazione fra proprietari delle merci e proprietari delle navi.
In definitiva si ritiene, anche se la dottrina è tutt'altro che unanime, che la Lex Rhodia non sia solo un cumulo di consuetudini raccolte sotto una denominazione, ma che piuttosto sia una serie di leges, di matrice presumibilmente rodiana, che i Romani presero e trasportarono nel Digesto nei limiti in cui questo li interessava.
Nel diritto successivo la regola ha continuato ad essere osservata prendendo il nome di avaria in cui si distingue una avaria comune e di una avaria generale ed ora nel diritto marittimo internazionale è costituita dalle regole di York e di Anversa.
Si è di recente sostenuto che tale legge sia l'unica che dal mondo greco ci sia giunta come diritto vivente, tant'è che negli USA è stata utilizzata per giustificare l'appropriamento da parte di navi statunitensi di alcuni beni lasciati alla deriva da navi straniere.

## Princìpi
La legge fu recepita dal diritto romano dal mondo greco in tema di locatio operis, un'espressione con cui si intendeva un contratto molto simile all'odierno contratto di appalto e di prestazione d'opera.
A proposito di quelle merci che sarebbero state trasportate per mare si stabilì che, se in caso di difficoltà nella navigazione si fosse stati costretti a buttare a mare parte delle merci locate per il trasporto, il rischio si sarebbe ripartito proporzionalmente sui locatori; all'uopo, il locatore che aveva perduto la merce avrebbe agito con l'actio locati contro il conduttore trasportatore e costui in via di rivalsa avrebbe agito con l'actio conducti contro i locatori delle merci che si erano salvate. Inizialmente, prima dell'approvazione di questa legge, la responsabilità era totalmente a carico del locatore.

### Fonti antiche
- Digesto XIV,2